# Shunji Kasuya
Shunji Kasuya (jap. 粕谷俊治 Kasuya Shunji; ur. 24 stycznia 1962) – japoński kierowca wyścigowy.

## Kariera
Kasuya rozpoczął karierę w międzynarodowych wyścigach samochodowych w 1988 roku od startów w Asia-Pacific Touring Car Championship, gdzie jednak nie zdobywał punktów. W późniejszych latach Japończyk pojawiał się także w stawce All Japan Sports Prototype Car Endurance Championship, Japońskiej Formuły 3, 24-godzinnego wyścigu Le Mans, Japanese Touring Car Championship, Japońskiej Formuły 3000, Formuły Crane 45, Sportscar World Championship oraz All Japan GT Championship.